# Sabine Heinke (Juristin)
Sabine Heinke (geboren 1956) ist eine deutsche Juristin, ehemalige Rechtsanwältin und Richterin.

## Beruflicher Werdegang
Nach ihrem Studium der Rechtswissenschaft war Sabine Heinke seit 1978 zunächst als Anwältin im Familienrecht tätig. Seit 1999 war sie Familienrichterin am Amtsgericht Bremen, 2018 war sie dort weitere Aufsichtführende Richterin. 12 Jahre lang war sie stellvertretendes Mitglied des Staatsgerichtshofs der Freien Hansestadt Bremen. Am 7. September 1995 wählte die Bremische Bürgerschaft Sabine Heinke für die Amtsperiode 1995 bis 1999 zum stellvertretenden Mitglied des Staatsgerichtshofs. Am 20. Oktober 1999 erfolgte ihre erste Wiederwahl für die Amtszeit 1999 bis 2003, am 11. September 2003 für die anschließende Periode 2003 bis 2007.

## Ämter und Mitgliedschaften
- Mitglied im Deutschen Juristinnenbund, Vorsitzende der Kommission Zivil-, Familien- und Erbrecht, Recht anderer Lebensgemeinschaften
- Redaktionsmitglied der feministischen Rechtszeitschrift STREIT[3]

## Positionen
1999 erregte die Tatsache Aufsehen, dass im Impressum der feministischen Rechtszeitschrift STREIT Sabine Heinkes Amtsnummern beim Bundesverfassungsgericht angegeben waren, wo sie damals als wissenschaftliche Mitarbeiterin im Ersten Senat beschäftigt war. Dieser Senat befasste sich mit Grundsatzurteilen zum Familienrecht.
2002 sprach sie sich vor dem Bundesverfassungsgericht im Namen des Deutschen Juristinnenbundes für die Möglichkeit des väterlichen Sorgerechts im Einzelfall aus: Bei einem längeren Zusammenleben unverheirateter Eltern könne es im Interesse des Kindeswohls liegen, das Sorgerecht beiden zuzuweisen. Sie sprach sich gegen die Ansicht aus, dass damit den Eltern ein weiteres Konfliktfeld eröffnet werde; vielmehr vermeide die Alleinzuweisung des Kindes an die Mütter die Auseinandersetzung nicht.
2003 verfasste sie für den Deutschen Juristinnenbund zusammen mit Margret Diwell eine Stellungnahme zum Entwurf eines Gesetzes zur Änderung der Vorschriften über die Anfechtung der Vaterschaft und das Umgangsrecht von Bezugspersonen des Kindes.
Sabine Heinke sagte 2007 vor dem Untersuchungsausschuss zum Fall Kevin aus. Sie attestierte dem Großteil der Mitarbeiter im Bremer Jugendamt mangelnde Entscheidungsfähigkeit. Nur selten würden diese eine fachliche Position als Grundlage für Maßnahmen zum Schutz von Kindern und Jugendlichen verwenden und verließen sich nicht selten auf die Familiengerichte.

## Publikationen (Auswahl)
- Frauen vertreten Frauen – für eine offen(siv)e Parteilichkeit. In: Margarete Fabricius-Brand (Hrsg.): Wenn aus Ehen Akten werden. Scheidungsprotokolle. Campus Verlag, Frankfurt am Main 1989, ISBN 3-593-34068-2, S. 77–90.
- Ehegattenunterhalt aus richterlicher Sicht oder: Was der Familienrichter wirklich entscheidet. In: Sabine Berghahn (Hrsg.): Unterhalt und Existenzsicherung. Recht und Wirklichkeit in Deutschland. Nomos, Baden-Baden 2007, ISBN 978-3-8329-2587-1, S. 199–212.
- Gewaltschutzgesetz (Kommentar). Nomos Verlag, 2012.
- Häusliche Gewalt – und was ist mit den Kindern? In: djBZ. 1/2013, S. 19–22. (nomos-elibrary.de)